# 萨德勒庭院
萨德勒庭院（Sadler's Yard）是英国曼彻斯特的一个公共广场和活动场地。这是曼彻斯特市中心自1996年交易广场以来第一个新的公共空间，开辟于2015年12月4日。位于曼彻斯特维多利亚站对面.
该广场以气球主义者，化学家和糕点师詹姆斯·萨德勒命名，他于1785年从曼彻斯特做了第一次载人气球飞行。它是英国第一个通过在线投票命名的公共空间之一。